# Akiko Ino
Akiko Ino (28 de setembro de 1986) é um jogadora de voleibol japonesa.
Com 1,68 m de altura, Ino é capaz de atingir 2,68 m no ataque e 2,6 m quando bloqueia.

## Carreira
Ino disputou o Campeonato Mundial de Voleibol Feminino de 2010, realizado no Japão, no qual a seleção de seu país terminou na terceira colocação.